# Андрий Мелник
Андрий Атанасович Мелник (на украински: Андрій Атанасович Мельник) е полковник от армията на Украинската народна република, военен и политически активист и един от най-близките сътрудници на Йевхен Коновалец. Организира създаването на Сечевите стрелци в Киев и е един от организаторите на Украинската освободителна войска (УВВ). От 1938 г. оглавява Украинската освободителна войска и е хвърлен в немски концентрационни лагери. От 1945 г. е в емиграция.

## Биография
Андрий Мелник е роден на 12 декември 1890 г. в района на Дрохобич, в село Якубова Вола, в селско семейство. Баща му е Атанас Мелник, съвестен активист на националното движение, а майка му е Мария Ковал. Мелник посещава държавните училища в Самбор и Дрохобич, а от 1900 до 1905 г. учи в гимназията в Дрохобич, след това в гимназията в Стрий, която завършва през 1910 г.

### Образование
От 1912 до 1914 г. учи в студио във Висшето училище на провинциалната служба във Виена.

### Участие в Първата световна война
Формирането на национално съзнание и патриотизъм става в родния му край, където Иван Франко е особено уважаван и следва живите илюстрации на баща си, който е достоен стопанин, но и известен общественик.
Получава бойно обучение в Легиона на украинските сеч стрелци, който се сражава срещу царската армия в Галиция по време на Първата световна война, където показва изключителните си способности на тактически координатор. Първоначално на Андрий Мелник е възложено да ръководи легиона, а след това той повежда зад себе си 100 стрелци от УСС.
В битката при Бережани, на планината Лисоня, Андрий Мелник е пленен от руснаците и изпратен в лагер за военнопленници в Царицин. В плен се запознава с Йевхен Коновалец, с когото свързва по-голямата част от живота си.

### Участие в УНР
На 6 януари 1917 г. група украински офицери, включително Мелник, Михайло Матчак, Роман Сушко и други, организират бягство от плен и скоро стигат до Киев. През януари 1918 г. става един от организаторите на Шатрата на Сечовите стрелци. От януари 1918 г. е назначен за началник-щаб на палатката, от март, след сформирането на Сечовия полк, началник-щаб на полка. След падането на Украинската централна рада той е в Киев и Била Църква. По време на въстанието срещу управлението на хетман Павло Скоропадски е заместник-командир на Обсадния корпус, а от януари 1919 г. е временно изпълняващ длъжността командир на корпуса. На 19 декември 1918 г. Мелник е удостоен с военното звание атаман на украинската армия. През ноември 1918 г. Мелник, оглавяващ щаба на отделния отряд на сечовите стрелци, разработва план и участва в битката при Мотовилив през 1918 г. През март-юни 1919 г. – началник-щаб на действащата армия, през юли-август 1919 г. – помощник-командир на Сечовите стрелци. В края на 1919 г. е интерниран от полските войски в Ривне. През 1920 – 1921 г. е инспектор на военните мисии на УНР в Прага.

### Междувоенният период
Участва в Украинската военна организация (УВО) и в обществения живот в Галиция. През февруари 1924 г. Мелник е арестуван от полската полиция и осъден на 4 години затвор. След освобождаването си той продължава да се занимава с обществена и политическа дейност. От 1932 до 1938 г. е член на управителния съвет на издателския съюз „Дило“, а от 1933 до 1938 г. е председател на Главния съвет на Католическата акция на украинската младеж „Орли“ и член на Дружеството на украинските бойци Молода Громада . През 1934 г. е член на сеньор УВВ и председател на Сената на ОУН.
След като болшевиките установяват властта в Украйна през 1920 – 21 г., Андрий Мелник служи като инспектор на военните мисии на Украинската народна република в Прага. През 1922 г. се връща в Галиция, където заедно с Е. Коновалец помага за създаването на УВО.
След като Коновалец напуска Галиция, Андрий Мелник става регионален комендант. През февруари 1924 г. заради дейността си в УВО Андрий Мелник е заловен от полската полиция и осъден на 4 години затвор. След освобождаването си продължава да се занимава с обществена и политическа дейност.
Андрий Мелник е сътрудник на Йевхен Коновалец и след убийството му през 1938 г. оглавява Организацията на украинските националисти. В средата на 1940 г., след разцеплението на ОУН, той оглавява една от групите на сдружението, която е наречена на фамилията му – ОУН (мелниковци), състезава се с група бандеровци, ръководена от Степан Бандера.

### През Втората световна война
По време на германската окупация на Украйна Мелник подкрепя възможността за създаване на Украинска свободна държава, за което е заловен и затворен в концентрационния лагер Заксенхаузен през 1944 г. След освобождението си през 1945 г. той е ликвидиран в Германия и Люксембург.

### Следвоенният период
През 1947 г., по време на третото Велико събрание на украинските националисти, Мелник е избран за пожизнен управител на Провола на украинските националисти (ПУН).
В следвоенния период Андрий Мелник посвещава живота си на борбата за обединение на емигрантските сили, по-специално през 1946 г. създава Координационния украински комитет, а през 1948 г. – Украинския национален съвет. През 1957 г. той предлага възможността за световен украински конгрес и асоциация, която е призната през 1967 г. с учредяването на Световния конгрес на свободните украинци.
Умира на 1 ноември 1964 г. в Клерво, Велико херцогство Люксембург.

## Памет
Улици в няколко града на Украйна са кръстени на Андрий Мелник, включително Дрохобич, Ивано-Франкивск и Ривне. Отделът по история на региона Дрохобич създава Мемориалната стая на Андрий Мелник, която е посветена на живота и делото на председателя на УСС (от лични вещи до тематична литература).